# Méthode de Singapour
 (novembre 2019).
Si vous disposez d'ouvrages ou d'articles de référence ou si vous connaissez des sites web de qualité traitant du thème abordé ici, merci de compléter l'article en donnant les références utiles à sa vérifiabilité et en les liant à la section « Notes et références ».

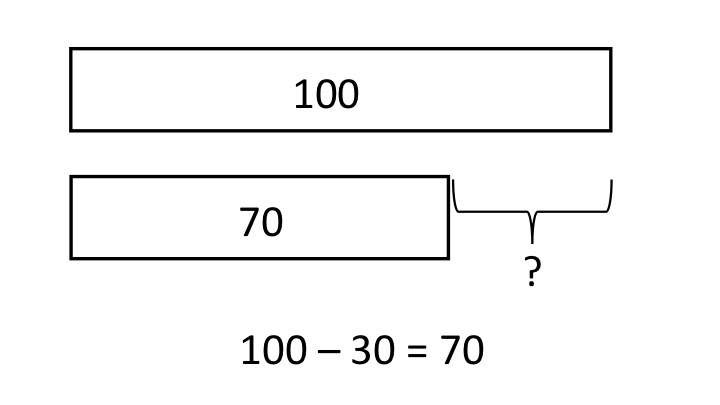
Ce modèle de comparaison est utilisé pour résoudre un problème de soustraction. Cette approche imagée est un outil de résolution de problèmes typique de la méthode de Singapour.

La méthode de Singapour (ou mathématiques de Singapour) est une méthode d'enseignement fondée sur le programme national de mathématiques de la maternelle à la sixième année à Singapour. Le terme a été inventé aux États-Unis pour décrire une approche, initialement développée à Singapour, de l'enseignement des mathématiques à l'aide de trois aspects fondamentaux : la modélisation, l'approche « concrète-imagée-abstraite » et la verbalisation.
Conçue au début des années 1980 par une équipe de professeurs de mathématiques mandatée par le ministère de l'Éducation de Singapour, sur la base des recherches menées par des pédagogues du monde entier (en particulier Jerome Bruner, Jean Piaget, George Pólya et Maria Montessori), la méthode a été ensuite mise en œuvre dans les écoles singapouriennes sur une longue période de quinze ans, chaque professeur ayant été formé, en formation initiale et continue, à ce nouveau cursus.
Sa réputation est devenue mondiale quand, en 1995, Singapour s'est classée, pour la première fois, première aux évaluations TIMSS (Trends in International Mathematics and Science Study) puis en 2008, aux évaluations PISA. Depuis cette date, Singapour s'est classée systématiquement première ou seconde à toutes les nouvelles évaluations.
En 2002, la méthode de Singapour est d'abord utilisée par Israël, puis en 2007 par la France : La première édition de la Librairie des Ecoles est une traduction littérale de la méthode originale conçue par le Ministère de l'Education de Singapour ; à partir de 2016, la méthode a été adaptée aux programmes français pour le cycle 2, sous la direction de Dr Monica Neagoy, docteure en didactique des mathématiques ; à partir de 2018 pour le Cycle 3 (primaire), sous la directions de Chantal Kritter, professeur agrégée de mathématiques et professeur en ESPE ; à partir de 2025 pour le Cycle 3 (sixième), sous la direction de Florian Couston, professeur certifié de mathématiques.
En 2019, l'adaptation aux programmes de Maternelle est réalisée par Dorothée Badinier, directrice d'école maternelle. En 2008, la méthode est adoptée par les États-Unis et en 2016, la moitié des écoles du Royaume-Uni sont équipées pour cette méthode. En 2023, plus de 70 pays dans le monde l'utilisent.

## Les trois aspects fondamentaux

### La modélisation
L'aspect le plus original de la méthode consiste à modéliser les problèmes mathématiques par des « schémas en barres » (en anglais : bar models). La résolution de problèmes est, dans les programmes de Singapour depuis 1981 et jusqu'à aujourd'hui, le coeur de l'enseignement des mathématiques à l'école primaire. 
Selon le professeur Lee Ngan Hoe, on enseigne les mathématiques POUR résoudre des problèmes ; et la meilleure méthode consiste donc à enseigner les mathématiques PAR la résolution de problèmes ; ce qui nécessite d'apprendre À résoudre des problèmes. 
Les élèves sont amenés à représenter les situations mathématiques à l'aide de schémas, qui permettent de visualiser les quantités en jeux. Les mêmes schémas servent à représenter les situations additives (additions, soustractions, comparaisons), mais aussi les situations multiplicatives (multiplications, divisions, fractions). Ces schémas s'inspirent de la typologie de problèmes formalisée par Gérard Vergnaud. 
Ces représentations semi-concrètes aident les élèves à donner du sens aux nombres et aux opérations, et servent de support à leur raisonnement mathématique.

### L'approche «concrète-imagée-abstraite»
Chaque notion est abordée d'abord sous un angle concret (situation de la vie courante, cubes, jetons, etc.) permettant aux élèves de manipuler, et de toucher. En cela, la méthode s'inspire de la pédagogie de Maria Montessori. Là où les démarches utilisées sont la mise en situation (ou mise en problème) ou bien la manipulation d'objets de la vie quotidienne bien souvent (bâtonnets, jetons, etc). Puis la situation concrète est représentée de manière schématique (par l'élève seul ou en binôme par exemple) sur le manuel ou au tableau. Cette formalisation (ou institutionnalisation, pour reprendre la terminologie de Guy Brousseau) n'est pas caractéristique de la méthode de Singapour mais cette dernière en fait un emploi systématique et sophistiqué qui lui confère toute son originalité : les représentations multiples des opérations mathématiques, la progression dans ces représentations, leur choix rigoureux jouent un grand rôle dans l'architecture d'ensemble et donc dans l'efficacité de la méthode. Enfin vient la représentation abstraite des nombres (chiffres et symboles).

### La verbalisation
Après avoir effectué les étapes précédentes, la verbalisation permet aux élèves de « verbaliser » leur pensée. Durant ce temps, ils devront décrire et expliquer les étapes qu'ils devront suivre afin de réussir à résoudre le problème initial. Le rôle de l'enseignant est encore très important ici car il doit fournir beaucoup d'exemples aux élèves pour qu'ils puissent le faire à leur tour.
S'il n'y a pas de lien formel entre la pédagogie de Singapour et la pédagogie explicite, les ponts sont très nombreux entre les deux modèles. Dans ses éditions les plus récentes en particulier, la méthode de Singapour s'inspire de la pédagogie explicite : chaque chapitre est introduit par une séance de mise en situation, au cours de laquelle les objectifs sont explicitement formulés ; puis chaque séance, également introduite par l'annonce des objectifs, laisse une place importante au modelage, c'est-à-dire à un apprentissage fortement guidé par l'enseignant, au cours duquel la classe est sollicitée par un jeu dynamique de questions-réponses ; la rétroaction, c'est-à-dire pour le professeur la possibilité de corriger immédiatement les fausses conceptions, est ainsi anticipée et planifiée dans la méthode séance par séance. Chaque séance prévoit la succession d'une phase de pratique guidée (20 minutes) et de pratique autonome (20 minutes). L'objectivation des connaissances, c'est-à-dire la possibilité pour les élèves de formuler à voix haute ce qu'ils ont appris ou compris afin de favoriser leur métacognition, joue également un rôle central dans le déroulement de chaque séance. Chaque chapitre se termine ainsi par une séance entièrement consacrée à l'objectivation. Enfin, la méthode de résolution de problème encourage un usage dynamique de la parole en classe, ritualisant les stratégies multiples et les argumentations contradictoires entre les élèves. Par son processus de conception même, on peut dire que la méthode de Singapour s'approche de la méthodologie de Barack Rosenshine : chaque séance, du CP à la 6e, est planifiée, corrigée, améliorée en fonction de son efficacité sur le terrain.

## Les six temps d'apprentissage
La méthode de Singapour repose sur six temps d'apprentissage :
1. La manipulation
2. L'observation
3. La modélisation mathématique
4. L'entraînement, la répétition
5. L'utilisation de jeux mathématiques
6. La résolution de problèmes

Cette méthode met l'élève en action et favorise à la fois la collaboration et la communication entre les élèves.
L'élève apprend en étant actif : il approche les notions de façon concrète ; son intérêt et sa créativité sont stimulés.
L'élève apprend en échangeant avec ses pairs : en verbalisant sa stratégie, il s'habitue à mettre des mots sur les concepts et à comparer son raisonnement à celui des autres.
L'élève apprend en s'entraînant : les nombreux exercices, très progressifs, permettent à l'élève d'appliquer les notions apprises. Ses connaissances évoluent au fur et à mesure de l'année.
L'élève apprend en cherchant : la méthode apprend aux élèves à raisonner, à réfléchir de façon autonome, à penser les mathématiques, et non à appliquer des automatismes.
L'élève apprend en faisant le lien avec la vie quotidienne : les nombreux exercices sont basés sur des situations concrètes dans lesquelles l'élève peut se projeter.

## Peu de sujets traités mais des sujets traités en profondeur
La méthode se focalise volontairement sur le sens des opérations (en anglais : Why Before How) sans insister sur les procédures de calcul. Ainsi, l'addition va être abordée pendant plus de trois semaines au début du CP sur les nombres de 0 à 10, en présentant ses deux significations (ajouter ou assembler) mais l'addition posée est à peine abordée ; de la même manière, les quatre opérations sont enseignées dès le CP à l'aide de représentations multiples et sous toutes leurs significations, mais sans que soient étudiés les algorithmes de calcul. Cette progression, très lente au départ, permet de traiter les sujets en profondeur et donc, en fin de primaire d'aller notoirement plus loin que les exigences du programme officiel : ainsi, en particulier, les calculs sur les fractions et les problèmes abordés au CM1 et CM2 sont d'un niveau de collège. Une différence notable avec le programme français : le cercle n'est abordé qu'en 6e, et le compas n'est pas utilisé du tout au primaire. Inversement, le rapporteur est introduit au CE2.

## Quelques conseils pour les enseignants débutant avec cette méthode
Il est nécessaire de ne pas négliger l'étape de la manipulation car c'est grâce à celle-ci que les élèves perçoivent mieux et comprennent mieux les informations et le travail demandé. Cependant il faut veiller à ce qu'elle ne soit pas trop longue car les enfants pourraient perdre de vue l'objectif et se disperser. Cela permet aussi de garder l'attention de ces derniers. Bien souvent, ils ont tendance à décrocher lorsque le travail demandé n'est pas assez ludique.
Le professeur doit laisser ses élèves se débrouiller seuls mais avant, il a tout de même un rôle très important comme étant un guide. En effet, avant toute chose, il doit montrer plusieurs exemples pour la formulation pour que les enfants assimilent bien le système et puissent le faire à leur tour.

## France - Éducation Nationale

### Manuels scolaires français
En France des manuels scolaires utilisent la méthode « Problème-Compréhension-Application ».
La méthode de Singapour est éditée en France par La Librairie des Écoles ,, qui l'a introduite en 2008 sous le nom « Méthode de Singapour » . Depuis 2015, une nouvelle édition dirigée par Monica Neagoy est à la fois adaptée des nouvelles éditions de Singapour et aux programmes de l'Éducation Nationale publiés en novembre 2015.
Depuis 2019, l'éditeur Bordas crée une nouvelle collection de manuels scolaires pour le cycle 2 de l'école primaire : « Les Maths avec Léonie ». Cette collection est une adaptation de la méthode de Singapour et est dirigée par Roger Brault-Mongibeaux. L'édition originale, My Pals are Here!, a été rédigée par Dr Fong Ho Kheong, Chelvi Ramakrishnan et Bernice Lau Pui Wah, qui sont enseignants à Singapour. Reprenant les contenus de My Pals are Here!, les auteurs français ont adapté cette méthode à l'organisation de l'école primaire française et aux pratiques des enseignants. Elle est conforme aux programmes du CP (B.O du 26 juillet 2018), aux repères de progression et aux attendus de fin d'année ayant été soumis à consultation à l'automne 2018 pour une mise en application à la rentrée 2019, ainsi qu'au Socle commun de connaissances, de compétences et de culture.

### Exécutif français
Le rapport sur l'enseignement des mathématiques en France remis au ministre de l'Éducation nationale le lundi 12 février 2018 formule des propositions concrètes en s'inspirant des pratiques les plus concluantes et à la lumière des études internationales, notamment la méthode de Singapour.
Dans un plan de « choc des savoirs » présenté le 5 décembre 2023, le ministre de l'Éducation nationale et de la Jeunesse Gabriel Attal a annoncé la généralisation de la méthode de Singapour pour l'apprentissage des mathématiques de la primaire au lycée,.